# Ödön Zombori
Ödön Zombori także Ödön Janicsek (ur. 22 września 1906 w Szenta w komitacie Somogy, zm. 29 listopada 1989 w Budapeszcie), węgierski zapaśnik. Dwukrotny medalista olimpijski.
Walczył zarówno w stylu wolnym, jak i klasycznym, najczęściej w wadze koguciej (do 56 kg). Większe sukcesy odnosił w stylu wolnym. Brał udział w trzech igrzyskach (IO 28, IO 32, IO 36), na dwóch zdobywał medale. Triumfował w 1936, cztery lata wcześniej był drugi. Wielokrotnie stawał na podium mistrzostw Europy, medale zdobywał w obu stylach. W wolnym był mistrzem w 1931 i 1933. W klasycznym zwyciężył w 1933, był drugi w 1934 i trzeci w 1930.
Jego brat Gyula także był zapaśnikiem, olimpijczykiem z Los Angeles.